# Comitato Olimpico Maltese
Il Comitato Olimpico Maltese (nota anche come Kumitat Olimpiku Malti in maltese) è un'organizzazione sportiva maltese, fondata nel 1928 a Gezira, Malta.
Rappresenta questa nazione presso il Comitato Olimpico Internazionale (CIO) dal 1936 ed ha lo scopo di curare l'organizzazione ed il potenziamento dello sport in Malta e, in particolare, la preparazione degli atleti maltese, per consentire loro la partecipazione ai Giochi olimpici. Il comitato, inoltre, fa parte dei Comitati Olimpici Europei.
L'attuale presidente dell'organizzazione è Julian Pace Bonello, mentre la carica di segretario generale è occupata da Joseph Cassar.

## Presidenti
| President                 | Term      |
| ------------------------- | --------- |
| Anthony Cassar Torregiani | 1928–1938 |
| Paul Giorgio              | 1946–1960 |
| Alfred P. Briffa          | 1960–1967 |
| Victor Pace               | 1968–1973 |
| Laurence Xuereb           | 1973–1977 |
| Carm A. Borg              | 1977–1989 |
| Gino Camilleri            | 1989–1999 |
| Lino Farrugia Sacco       | 1999–2013 |
| Julian Pace Bonello       | dal 2013  |